# Thrust2

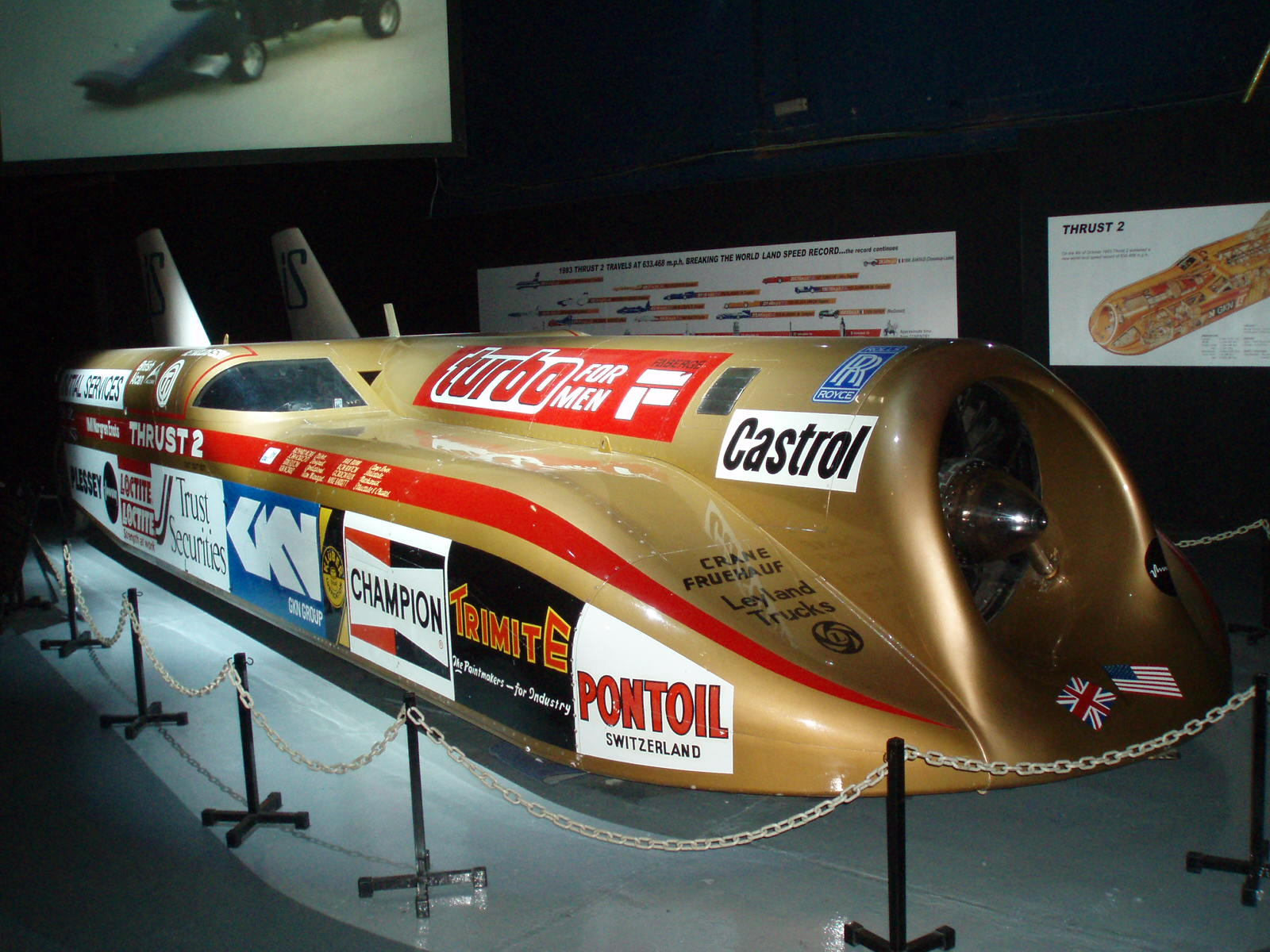
La Thrust2 au musée des transports de Coventry.

La Thrust2 est une automobile britannique propulsée par un moteur à réaction, le Rolls-Royce Avon. Elle a détenu le record de vitesse terrestre entre le 4 octobre 1983 et le 25 septembre 1997 avec 1 019,47 km/h dans le désert de Black Rock. La voiture a été conçue par John Ackroyd (en), pilotée par Richard Noble et construite sur l'île de Wight.

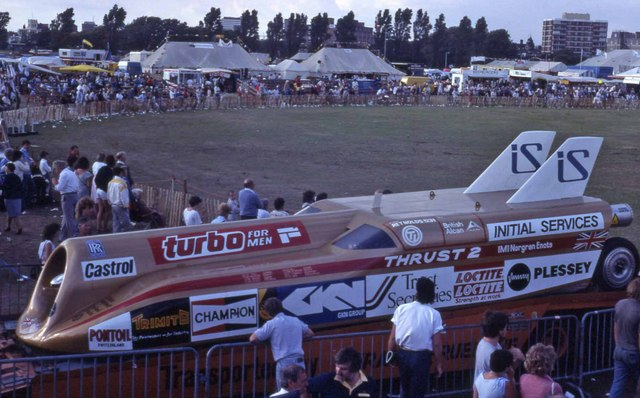
La Thrust2 en 1984.